# 金邦平
金 邦平（きん ほうへい）は、清末民初の政治家・実業家。字は伯平。

## 事績
1899年（光緒25年）、日本に留学し、早稲田大学で学んだ。1903年（光緒29年・明治36年）に英語政治科、1905年（光緒31年・明治38年）に大学部政治経済学科をそれぞれ卒業している。帰国後は袁世凱の文案となった。以後、北洋督錬処参議、直隷省自治局督理、資政院秘書長などを歴任している。
中華民国成立後の1912年（民国元年）、中国銀行籌弁処総弁に任じられる。1914年（民国3年）、北京政府政事堂参議となる。翌年3月、農商部次長となり、8月には全国水利局副総裁も兼任した。1916年（民国5年）4月、段祺瑞内閣において周自斉の後任として農商総長に任命されたが、わずか2か月で辞任した。
以後は政界を離れて天津に移り、実業活動に従事する。1931年（民国20年）には、上海啓新洋灰公司経理となっている。。これ以降、金邦平の活動は不詳である。

## 注
1. ↑  早稲田大学校友会(1934)、245頁。
2. ↑  外務省情報部（1928）、800頁によると、1917年（民国6年）に吉新セメント会社上海支配人になった、としている